# Землелаз скельний
Землелаз скельний (Ochetorhynchus andaecola) — вид горобцеподібних птахів родини горнерових (Furnariidae). Мешкає в Андах.

## Опис
Довжина птаха становить 18,5 см. Верхня частина тіла коричнева, махові пера рудуваті, над очима вузькі охристі "брови". Хвіст рудувато-коричневий, направлений догори. Нижня частина тіла світло-охриста, боки поцятковані коричнюватими смужками. Дзьоб довгий, дещо вигнутий.

## Поширення і екологія
Скельні землелази мешкають на східних схилах Анд в Болівії (від Ла-Паса до Потосі), Чилі (схід Антофагасти) та на північному заході Аргентини (Жужуй, Сальта, північна Катамарка). Вони живуть у високогірних чагарникових заростях Анд, на високогірних луках Пуна та серед скель. Зустрічаються поодинці або парами, на висоті від 2600 до 4500 м над рівнем моря.